# Alpha Sextantis
Alpha Sextantis (La tinh hóa từ α Sextantis theo định danh Bayer, tên rút gọn là α Sex) là tên của một ngôi sao sáng nhất nằm trong chòm sao ở vùng xích đạo tên là Lục Phân Nghi. Với cấp sao biểu kiến của nó là 4,49, ta có thể nhìn thấy nó bằng mắt thường trên bầu trời đen và nếu điều kiện thời tiết tốt, ta có thể quan sát nó rõ ràng nhất. Dựa trên giá trị thị sai, khoảng cách của nó đối với chúng ta là khoảng xấp xỉ 280 năm ánh sáng (tương đương 87 parrsec). Nó được xem là một ngôi sao xích đạo nhưng không theo một cách chính thức do nằm ở 0,25 độ về hướng nam của xích đạo thiên cầu. Năm 1900, nó nằm ở phía 7' của hướng bắc tính từ xích đạo. Như hệ quả của sự dịch chuyển của độ nghiêng trục quay của trái đất, nó băng qua Nam Bán cầu vào tháng 12 năm 1923.
Alpha Sextantis là một ngôi sao khổng lồ có phân loại quang phổ là A0 III. Khối lượng của ngôi sao này gấp 3 lần khối lượng mặt trời và giá trị đường kính góc thu được kết hợp với khoảng cách 280 năm ánh sáng thì bán kính của nó gấp 4,5 lần mặt trời. Nó phát sáng gấp 120 lần mặt trời và nhiệt độ nơi quang cầu của nó là 9984 Kelvin. Ngôi sao này khoảng 295 triệu năm tuổi với tốc độ tự quay là 21 km/s.

## Dữ liệu hiện tại
Theo như quan sát, đây là ngôi sao nằm trong chòm sao Lục Phân Nghi và dưới đây là một số dữ liệu khác:
Xích kinh 10h 07m 56,29556s
Độ nghiêng −0° 22′ 17,8621″
Cấp sao biểu kiến 4.49
Cấp sao tuyệt đối −029±021
Vận tốc xuyên tâm 10.00 km/s
Loại quang phổ A0 III
Giá trị thị sai 11.51 ± 0.98 mas